# Bonairepalm
De Bonairepalm of kabana (Sabal lougheediana) is een palmensoort. Deze soort is endemisch op Bonaire en werd voor het eerst beschreven in 2019 door Griffith en Coolen. Voordien was de Bonairepalm geklassificeerd als Sabal causiarium en in 2017 als Sabal antillensis, een soort die op de heuvels van Knip te Curaçao voorkomt. Wetenschappelijk onderzoek wees echter uit dat de Bonairepalm afwijkend is en uniek in zijn soort.
De sabalsoort wordt gekenmerkt door een compacte kroon van bladeren, rechtopstaande bladsegmenten, opvallende bladlittekens en vaak gevasculariseerde vezelbundels in de doorsnede van de bladeren.
De soort is ernstig bedreigd; in het Bonaireaans landschap bevindt zich een zeer kleine populatie, 24 volgroeide palmen (2021), ten westen van Lac Baai in de omgeving van Lima. Er zijn plannen in uitvoering om dit gebied voor het ecotoerisme te ontwikkelen en onder de naam Sabal Palm Park als beschermd park in te richten. Twaalf palmen op het terrein van Cargill werden tussen juni en oktober 2021 met een hek afgeschermd tegen loslopende geiten.
In oktober 2021 werden op initiatief van STINAPA Bonaire in samenwerking met Bonaire National Marine Park 330 zaailingen aangeplant op Klein Bonaire.